# Saint-Jean-de-Tholome
Saint-Jean-de-Tholome és un municipi francès situat al departament de l'Alta Savoia i a la regió d'Alvèrnia-Roine-Alps. L'any 2007 tenia 864 habitants.

## Demografia

### Població
El 2007 la població de fet de Saint-Jean-de-Tholome era de 864 persones. Hi havia 326 famílies de les quals 80 eren unipersonals (40 homes vivint sols i 40 dones vivint soles), 85 parelles sense fills, 141 parelles amb fills i 20 famílies monoparentals amb fills.
La població ha evolucionat segons el següent gràfic:
Habitants censats

### Habitatges
El 2007 hi havia 491 habitatges, 331 eren l'habitatge principal de la família, 125 eren segones residències i 35 estaven desocupats. 465 eren cases i 23 eren apartaments. Dels 331 habitatges principals, 279 estaven ocupats pels seus propietaris, 33 estaven llogats i ocupats pels llogaters i 18 estaven cedits a títol gratuït; 3 tenien una cambra, 26 en tenien dues, 62 en tenien tres, 87 en tenien quatre i 152 en tenien cinc o més. 297 habitatges disposaven pel capbaix d'una plaça de pàrquing. A 121 habitatges hi havia un automòbil i a 190 n'hi havia dos o més.

### Piràmide de població
La piràmide de població per edats i sexe el 2009 era:
| Homes | Edats   | Dones |
| ----- | ------- | ----- |
| 0     | 95 o +  | 0     |
| 0     | 90 a 94 | 0     |
| 8     | 85 a 89 | 4     |
| 0     | 80 a 84 | 12    |
| 24    | 75 a 79 | 12    |
| 12    | 70 a 74 | 12    |
| 8     | 65 a 69 | 16    |
| 12    | 60 a 64 | 16    |
| 16    | 55 a 59 | 16    |
| 24    | 50 a 54 | 12    |
| 8     | 45 a 49 | 8     |
| 36    | 40 a 44 | 20    |
| 20    | 35 a 39 | 48    |
| 52    | 30 a 34 | 36    |
| 24    | 25 a 29 | 48    |
| 4     | 20 a 24 | 0     |
| 16    | 15 a 19 | 28    |
| 16    | 10 a 14 | 20    |
| 32    | 5 a 9   | 72    |
| 36    | 0 a 4   | 28    |

## Economia
El 2007 la població en edat de treballar era de 538 persones, 428 eren actives i 110 eren inactives. De les 428 persones actives 399 estaven ocupades (215 homes i 184 dones) i 28 estaven aturades (10 homes i 18 dones). De les 110 persones inactives 46 estaven jubilades, 34 estaven estudiant i 30 estaven classificades com a «altres inactius».

### Ingressos
El 2009 a Saint-Jean-de-Tholome hi havia 342 unitats fiscals que integraven 892 persones, la mediana anual d'ingressos fiscals per persona era de 21.424 €.

### Activitats econòmiques
Dels 24 establiments que hi havia el 2007, 13 eren d'empreses de construcció, 3 d'empreses de comerç i reparació d'automòbils, 1 d'una empresa de transport, 1 d'una empresa d'hostatgeria i restauració, 1 d'una empresa d'informació i comunicació, 1 d'una empresa de serveis, 2 d'entitats de l'administració pública i 2 d'empreses classificades com a «altres activitats de serveis».
Dels 11 establiments de servei als particulars que hi havia el 2009, 1 era un paleta, 3 guixaires pintors, 1 fusteria, 4 lampisteries, 1 empresa de construcció i 1 saló de bellesa.
L'únic establiment comercial que hi havia el 2009 era una carnisseria.
L'any 2000 a Saint-Jean-de-Tholome hi havia 17 explotacions agrícoles que ocupaven un total de 450 hectàrees.

## Equipaments sanitaris i escolars
El 2009 hi havia una escola elemental.

## Poblacions més properes
El següent diagrama mostra les poblacions més properes.